# Ruger
Sturm, Ruger & Company, Inc. – amerykańska firma produkująca broń palną z siedzibą w Southport, w stanie Connecticut, znana przede wszystkim z produkcji rewolwerów, produkująca jednak również pistolety samopowtarzalne oraz szeroki asortyment broni myśliwskiej. Potocznie zwykle stosuje się skrócone nazewnictwo „Ruger”.

## Historia
Firma została założona w roku 1949 przez Williama B. Rugera i Alexandra Sturma. Początki były skromne, produkcja odbywała się w niewielkim, wynajętym magazynie zaś jedynym wytwarzanym produktem był prosty pistolet samopowtarzalny kalibru .22 LR – Ruger MK I. Kapitał zakładowy wynosił 50 tys. dolarów. Niespodziewanie jednak pierwszy pistolet Sturma i Rugera odniósł wielki sukces co pozwoliło znacznie rozwinąć firmę. Rozpoczęto produkcje nowych sportowych wersji pistoletu MK I. W roku 1951 Alexander Sturm zginął w katastrofie lotniczej, na znak żałoby zmieniono wówczas kolor orła będącego logo firmy z czerwonego na czarny (do dawnej barwy powrócono dopiero w roku 1979). Prezesem pozostał wówczas Will Ruger i był nim aż do swojej śmierci w 2002. W 1953 pojawił się pierwszy rewolwer Rugera – Single-Six na nabój .22 LR, zaś w 1964 jego sportowa wersja Super Single-Six. W 1955 rozpoczęto produkcje najbardziej znanego rewolweru firmy – słynnego Blackhawk (czarny jastrząb), początkowo w kalibrach .357 Magnum i .44 Magnum, później również .30 Carbine, .45 Long Colt oraz .45 ACP. W roku 1963 wprowadzono jego wzmocnioną wersję Super Blackhawk na nabój .44 Magnum. W 1958 pojawił się Bearcat, drugi po Single-Six rewolwer kalibru .22 LR. W 1971 rozpoczęto produkcje trzech modeli rewolwerów kalibru.357 Magnum z przeznaczeniem dla policji – Security-Six, Speed-Six oraz Police Service-Six, były to pierwsze rewolwery firmy systemu Double Action – czyli z samonapinaniem. Od 1973 wszystkie modele zaczęto wyposażać w dźwignie pośredniczącą pomiędzy kurkiem a iglicą, jednocześnie w roku tym zakończono produkcję obydwu rewolwerów.22 LR – Single-Six i Bearcat (później obydwa wznowiono).
W roku 1979 pojawił się rewolwer Redhawk (czerwony jastrząb), jego nazwa nawiązywała do faktu że właśnie w tym roku powrócono do dawnego – czerwonego koloru symbolu marki – orła, który od 27 lat pozostawał czarny na znak żałoby po A. Sturmie. W 1986 wprowadzono jego mocniejszą wersję Super Redhawk kalibru.44 Magnum. Rozpoczęto również produkcję nowego sportowego rewolweru Bisley w wersjach na rozmaitą amunicję. W 1985 Ruger wprowadził do produkcji zupełnie nową, niezwykle udaną rodzinę rewolwerów z samonapinaniem – GP-100 zastąpiły one model Security-Six i tak jak on były przeznaczone między innymi dla amerykańskiej policji.
Cechą charakterystyczną wszystkich produkowanych obecnie rewolwerów Rugera jest fakt iż ich szkielety składają się w całości z jednego tylko elementu (w odróżnieniu od produktów konkurencyjnych S&W i Colta), rozwiązanie takie znacznie zwiększa wytrzymałość broni i przedłuża jej żywotność. Ma to szczególne znaczenie w przypadku używania najsilniejszych typów amunicji.
Dopiero w roku 1982 Ruger powrócił do produkcji pistoletów wprowadzając model MK II jedynie nieznacznie różniący się od MK I – pierwszego produktu firmy z momentu jej powstania i jedynego dotąd jej pistoletu. W 1985 pojawił się P85, nowoczesny pistolet ze szkieletem z lekkiego stopu, magazynkiem 15-nabojowym, a następnie kolejne modele będące rozwinięciem jego konstrukcji: P90, P91, P93, P94 oraz P95 (szkielet z tworzywa sztucznego).
W chwili obecnej firma Ruger jest czwartym co do wielkości producentem broni w USA oraz najbardziej znanym obok S&W oraz Colta producentem rewolwerów na świecie.

## Modele produkowane obecnie

### Rewolwery
- Vaquero
- Single-Six
- Bearcat
- Blackhawk
- Redhawk
- Super Redhawk
- GP-100
- SP-101
- LCR

### Pistolety samopowtarzalne
- MK III
- P90
- P944
- P95
- P345
- SR9
- LCP
- SR1911(inne języki)

### Pistolety maszynowe
- MP9

### Karabiny
- No.1
- M77
- Mini-14
- 10/17
- 10/22
- 77/22
- SR-556

### Dubeltówki
- Red Lebel
- Gold Lebel

### Galeria

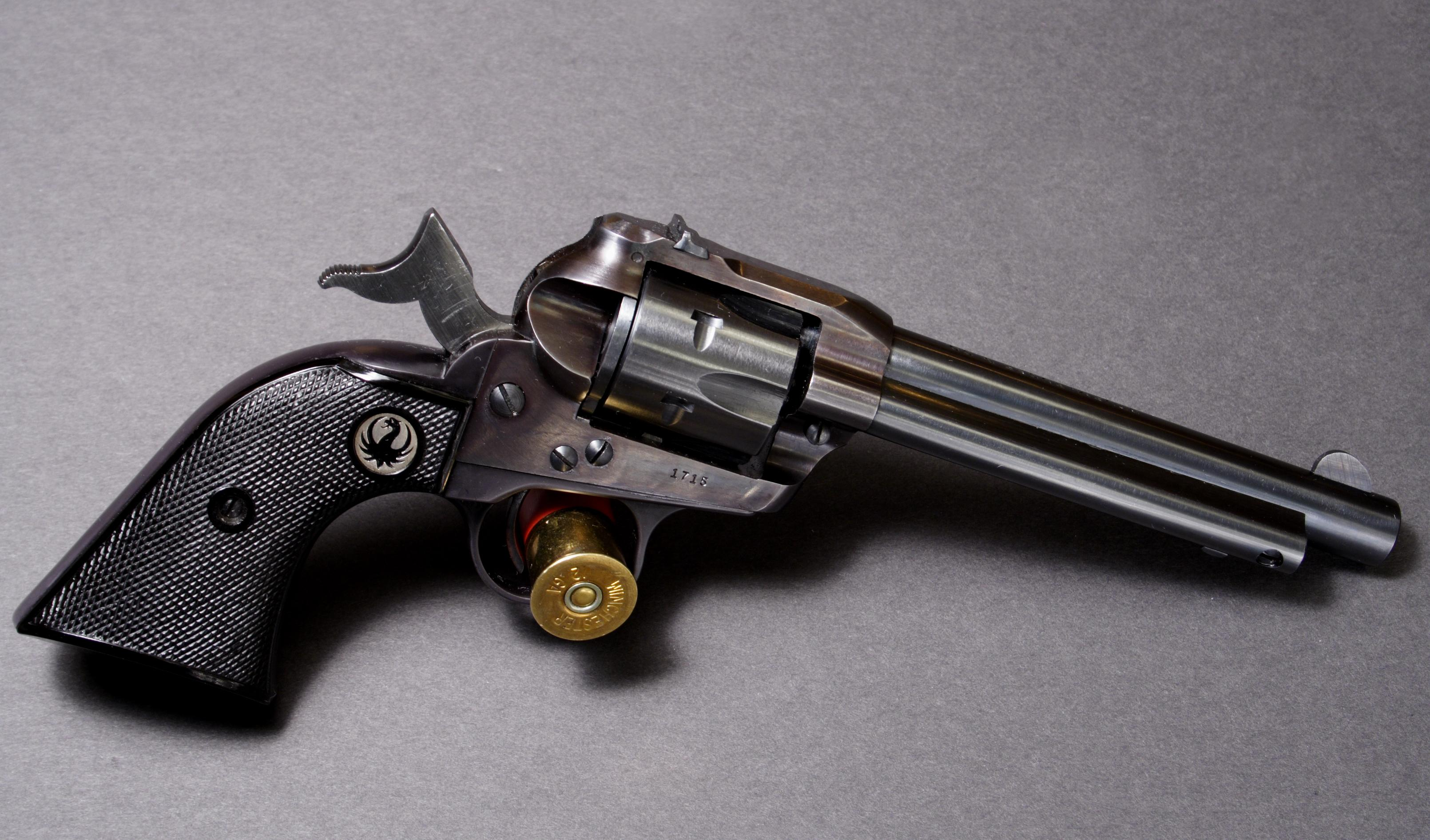
Single-Six
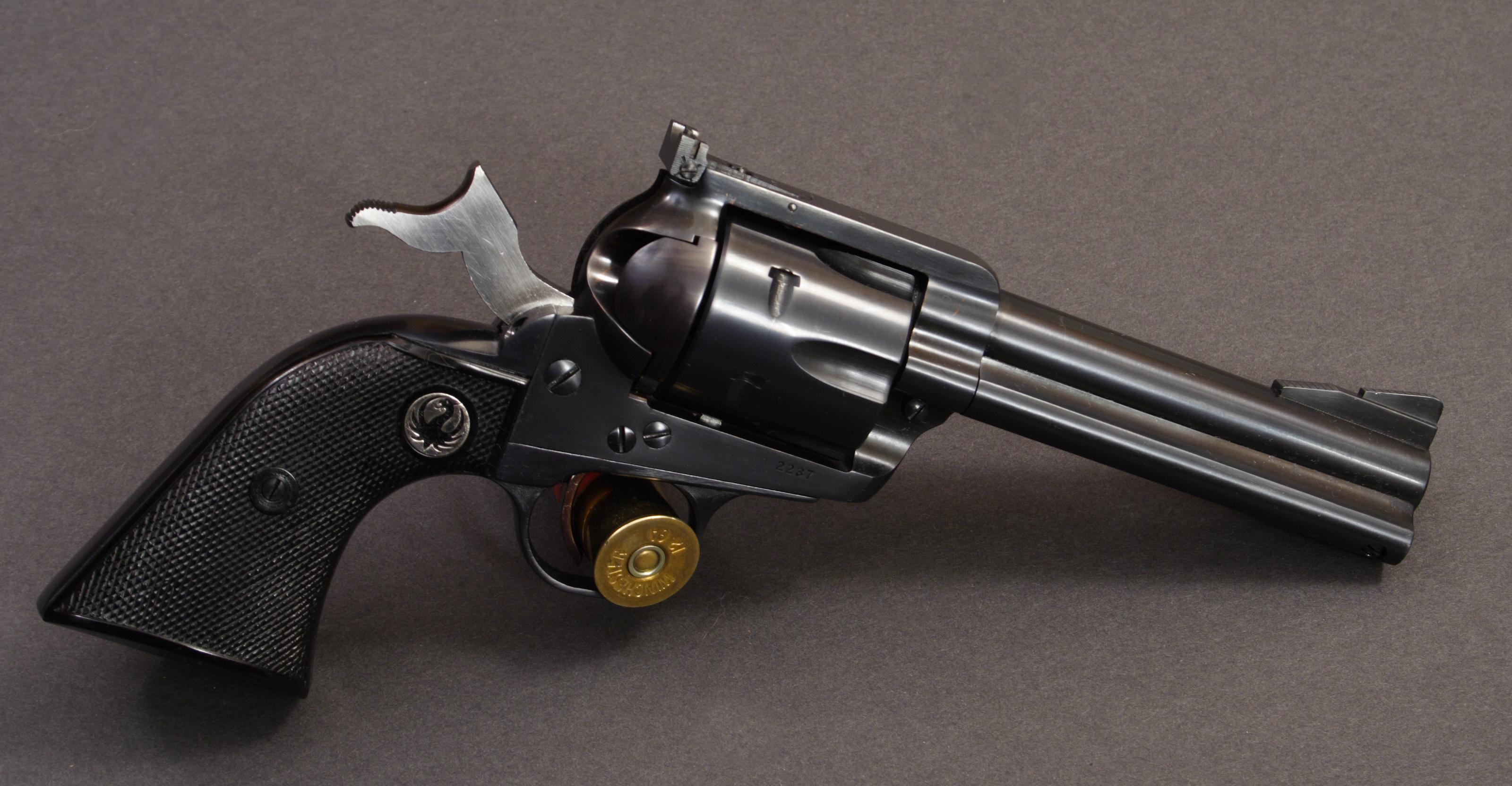
Blackhawk
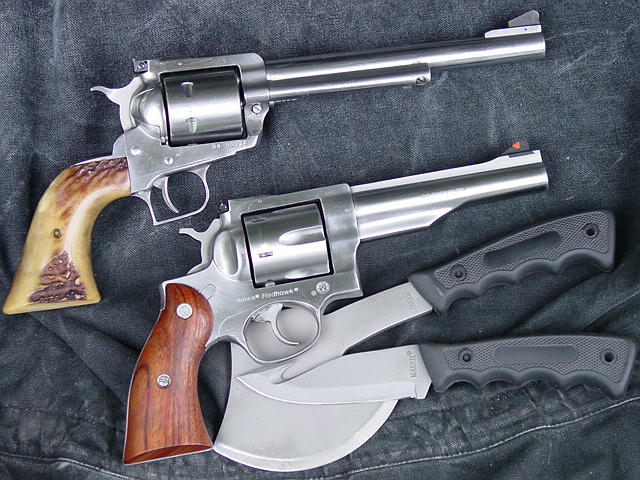
Blackhawk (powyżej) i Redhawk
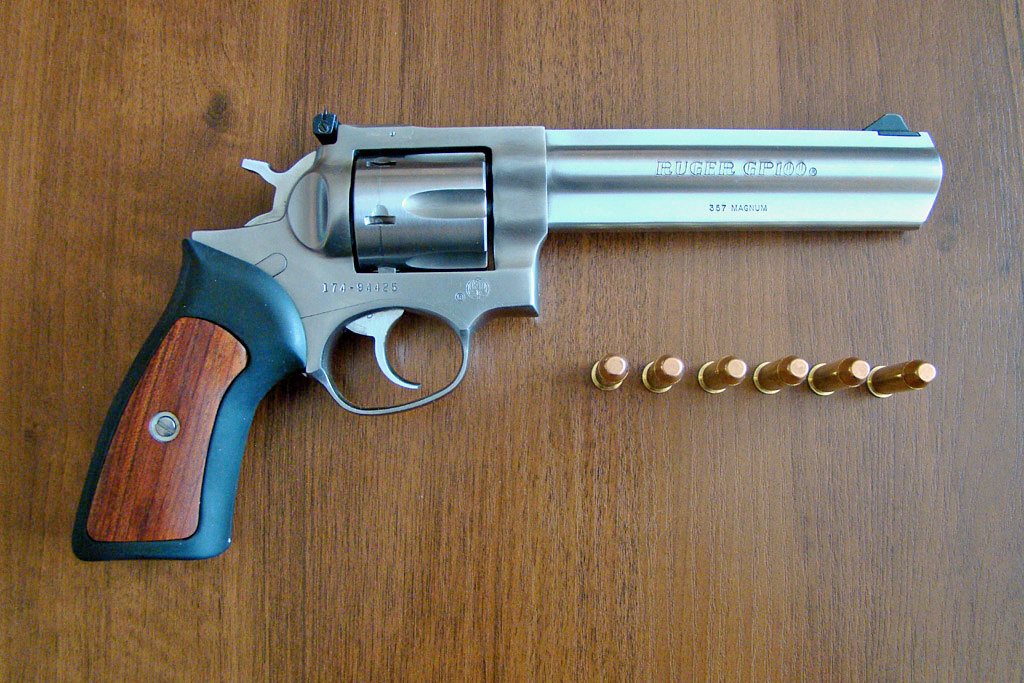
GP-100
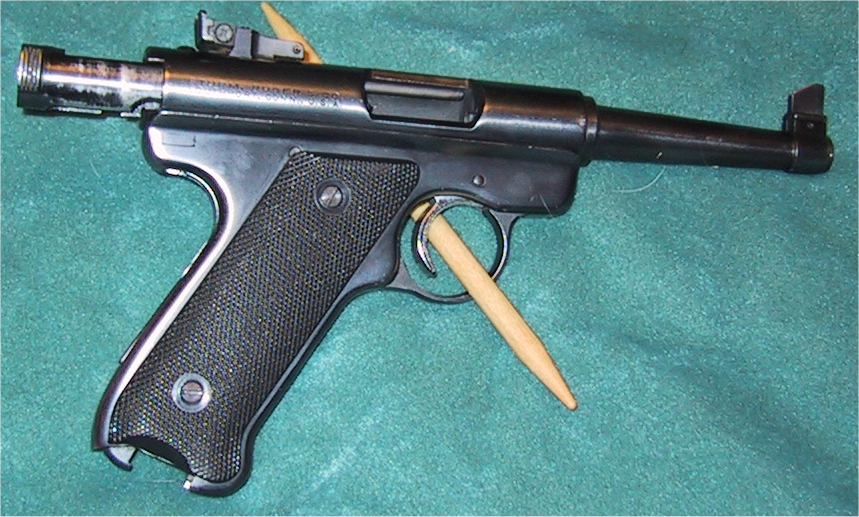
MK I
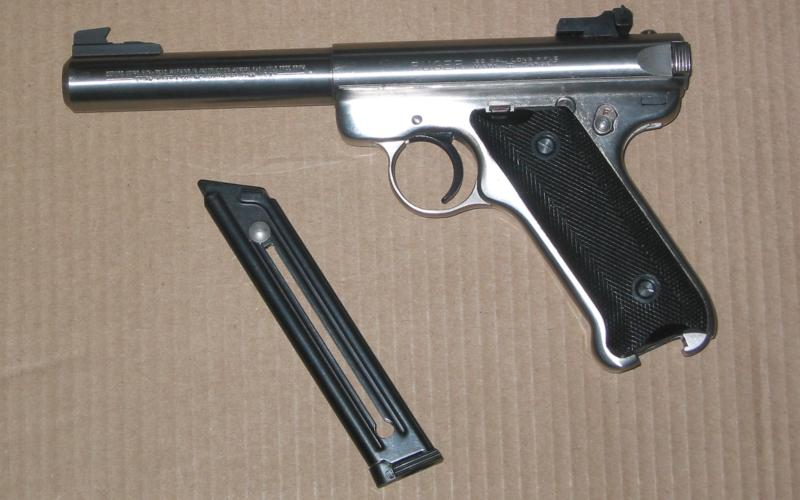
MK II
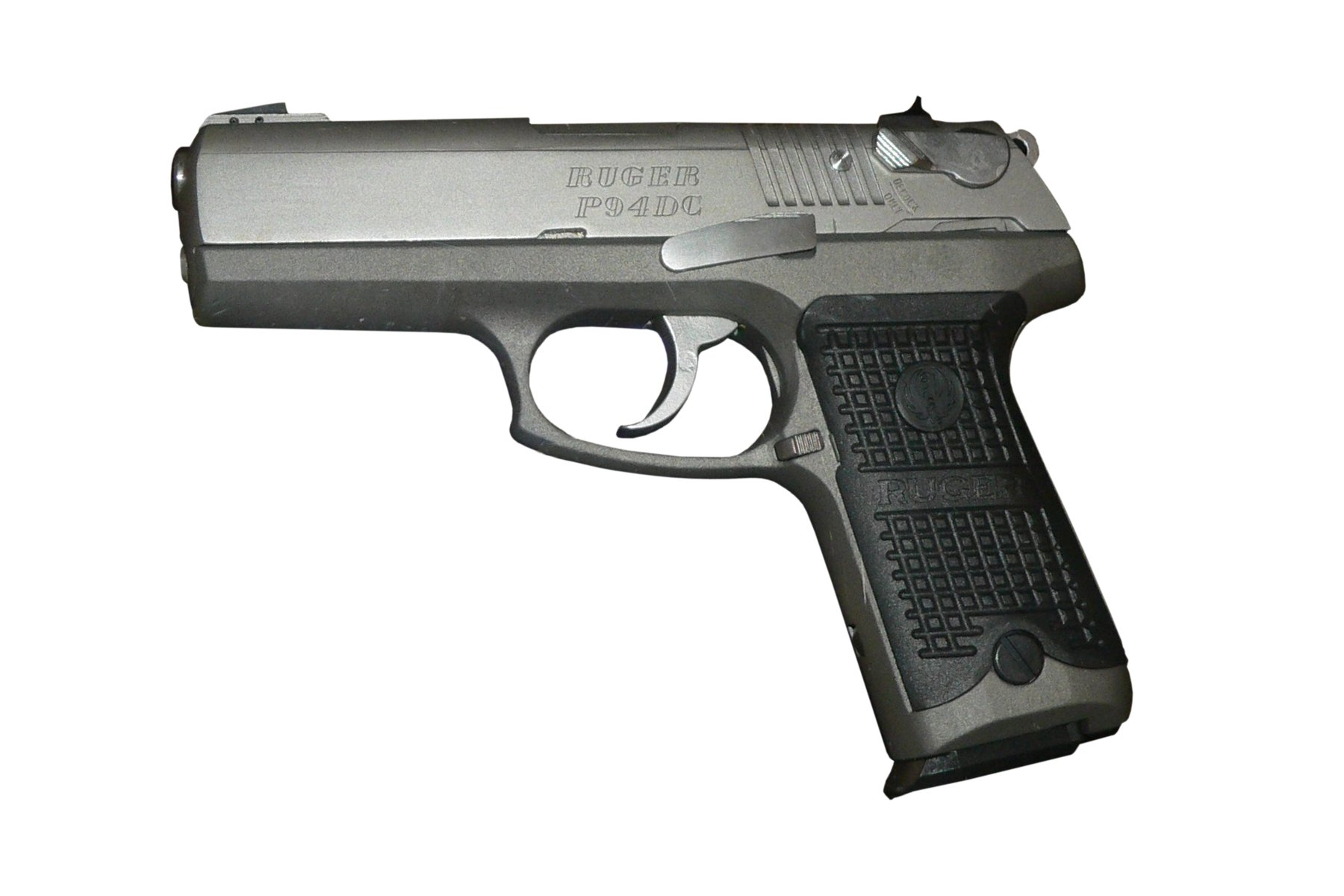
P94
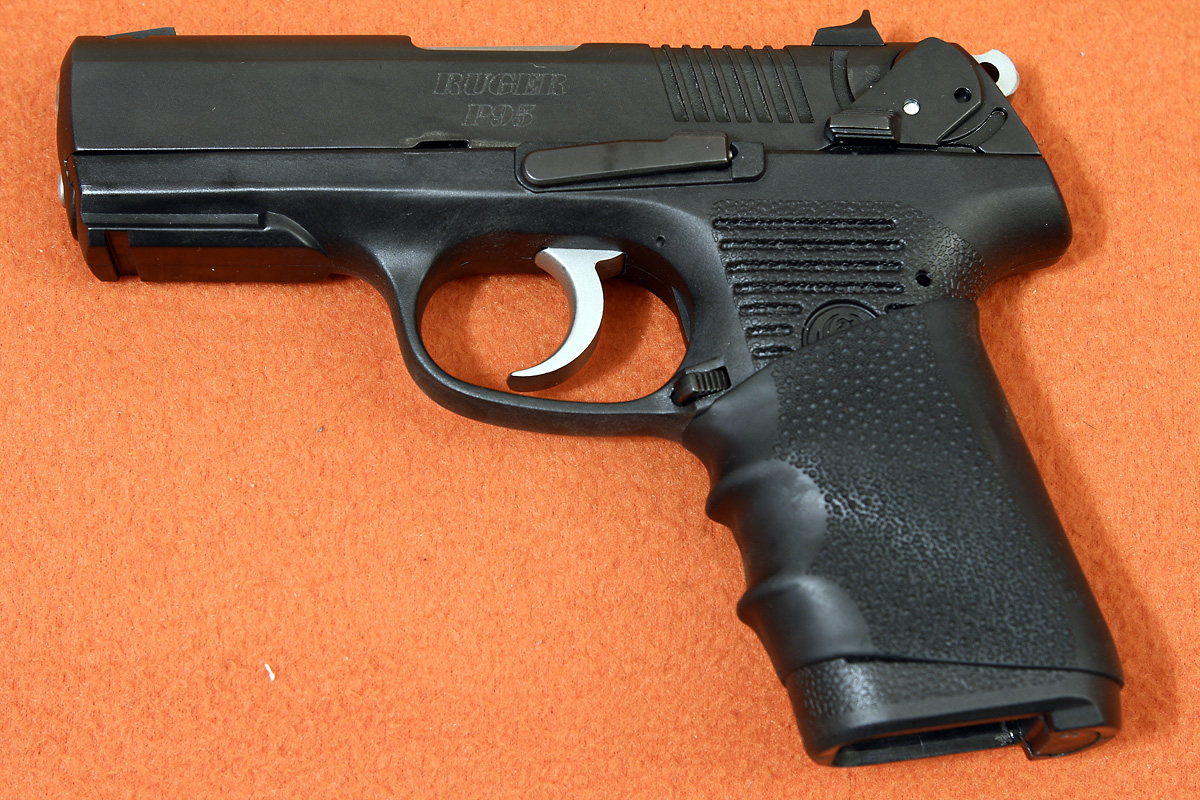
P95